# McBride, British Columbia
McBride är en ort i Kanada.   Den ligger i provinsen British Columbia, i den centrala delen av landet, 3 300 km väster om huvudstaden Ottawa. McBride ligger 721 meter över havet och antalet invånare är 586.
Terrängen runt McBride är varierad. Trakten runt McBride är nära nog obefolkad, med mindre än två invånare per kvadratkilometer.. Det finns inga andra samhällen i närheten.
I omgivningarna runt McBride växer i huvudsak barrskog.